# Alma Brasileira
| Críticas profissionais | Críticas profissionais |
| Avaliações da crítica  | Avaliações da crítica  |
| Fonte                  | Avaliação              |
| ---------------------- | ---------------------- |
| allmusic               | [ 1 ]                  |

Alma Brasileira é o quarto álbum ao vivo do cantor e compositor brasileiro Diogo Nogueira, lançado em 2016. O álbum é uma homenagem ao samba e a notórios nomes da música popular brasileira. No espetáculo, gravado no Rio de Janeiro, Nogueira reúne músicas de grandes compositores do samba e de amigos, como Zeca Pagodinho, Arlindo Cruz, Jorge Aragão, Serginho Meriti e Roberto Ribeiro, em pot-pourris perfeitos para qualquer baile ou roda de samba.

## Faixas
| N.º            | Título                                                                                         | Compositor(es) | Duração |  |
| 1.             | "Alma Boêmia"                                                                                  |                | 4:37    |  |
| 2.             | "Clareou"                                                                                      |                | 4:36    |  |
| 3.             | "Pé na Areia"                                                                                  |                | 3:25    |  |
| 4.             | "Pot-pourri do Zeca Pagodinho: Cabô, meu Pai / Uma Prova de Amor / Quando A Gira Girou"        |                | 3:17    |  |
| 5.             | "Inquilino do Universo"                                                                        |                | 3:25    |  |
| 6.             | "Travessia"                                                                                    |                | 4:54    |  |
| 7.             | "Codinome beija-flor"                                                                          | Cazuza         | 4:05    |  |
| 8.             | "Sangrando"                                                                                    |                | 4:25    |  |
| 9.             | "Tim Tim por Tim Tim"                                                                          |                | 4:06    |  |
| 10.            | "Se a Fila Andar"                                                                              |                | 3:47    |  |
| 11.            | "Beiral"                                                                                       |                | 4:15    |  |
| 12.            | "Segue o Baile"                                                                                | [              | 2:43    |  |
| 13.            | "Coisinha do Pai (Citação) / Firme e Forte / Caciqueando"                                      |                | 4:51    |  |
| 14.            | "Pot-pourri Favela Social Clube 1: Faixa Amarela / Brincadeira tem Hora / Cabelo Pixaim"       |                |         |  |
| 15.            | "Pot-pourri Favela Social Clube 2: Coração em Desalinho / Não Quero Mais Saber Dela / Caxambu" |                |         |  |
| 16.            | "Pot-pourri Favela Social Clube 3: Não Sou Mais Disso / Tristeza"                              |                |         |  |
| Duração total: | Duração total:                                                                                 | Duração total: | 110:00  |  |